# Kabar (agence de presse)
Pour les articles homonymes, voir Kabar.
Kabar, ou l'agence de presse nationale Kirghize Kabar est l'agence de presse officielle du Kirghizistan, et la plus ancienne du pays, fondée en 1937. Son siège est à Bichkek.

## Histoire
L'agence est fondée en 1937 sous le nom de KyrTAG en tant que média d'état.
Après la dislocation de l'URSS, elle change de nom à plusieurs reprises : initialement KyrgyzKabar en 1992, agence nationale Kirghize pour les télécommunications et l'administration de l'information Kabar, et finalement en 2001, agence de presse nationale Kirghize Kabar.

## Collaboration
Kabar est membre de l'Organization of Asia-Pacific News Agencies (en) (OANA).
Le 8 novembre 2013, l'agence signe un partenariat avec l'agence de presse Trend, l'agence de presse d'Azerbaïdjan.

## Direction
Le directeur général de l'agence est Kubanichbek Tabaldiyev, tandis que son directeur est Kuban Abdymen.